# 栗本東明
栗本 東明（くりもと とうめい、嘉永6年10月8日（1853年11月8日） - 大正10年（1921年）1月1日）は、医学博士。狂犬病の予防注射液を世界で初めて発見し、第五高等学校教授、旧制長崎医科大学の主事心得、長崎医学専門学校長崎病院内科医長兼眼科医長などを歴任した。従五位勲六等。また、ロシア皇帝ニコライ2世から神聖アンチ第三等勲章が授与されている。

## 経歴
出羽国田川郡大山（現・山形県鶴岡市大山）に庄内藩医・栗本良意の子として生まれる（長男は医学者の栗本節安）。幼名は亀五郎。慶応2年（1866年）江戸で医師をしていた兄の節安を頼りに江戸に出府し、蘭方医・伊東玄朴に医術と英語を学ぶ。明治維新と共にいったん帰郷し、明治3年（1870年）11月に慶應義塾に入り、地理書などを学び、明治5年（1872年）に慶應義塾に再入学した。次いで本郷の壬申義塾に入り、初めてドイツ語を学ぶ。東京大学で医学を修め、明治17年（1884年）に卒業後は岡山医学校、熊本旧制五高の教授を歴任し、明治18年（1885年）、長崎病院の眼科医長・内科医長に赴任。
1894年から1895年にかけて長崎県及び九州全域に狂犬病の流行が起こると、研究を開始し、日本で最初のパストゥール法による曝露後免疫を施し、予防注射液を発見した。またこれによって1897年から全国の狂犬病発生件数が公式に記録されるようになり、伝染病研究所においても曝露後免疫が開始された。明治30年（1897年）9月2日に、医学部主事吉田健康が没したため、11日、栗本東明が主事心得として事務取扱を委任され、同日、教授・大谷周庵が後任主事を命ぜられた。明治31年（1898年）に文部省の留学生に選出され、ドイツ・フランスに留学し、2年後の帰国と共に、医学博士の学位が授与される。その後、本郷根津で真泉病院、大森病院の院長となり、医術開業試験委員となる。70歳で没。墓所は青山霊園(2イ12)。

## 栄典
位階
- 1891年（明治24年）6月2日 - 正七位[1]
- 1894年（明治27年）10月30日 - 従六位[2]
- 1897年（明治30年）11月30日 - 正六位[3]
- 1903年（明治36年）10月30日 - 従五位[4]

勲章
- 1900年（明治33年）6月30日 - 勲六等瑞宝章[5]

外国勲章佩用允許
- 1899年（明治32年）9月18日 - ロシア帝国：神聖アンナ第三等勲章[6]

## 著書
- 『海水浴』1911年。NDLJP:836784